# Hylaeus rubroplagiatus
Hylaeus rubroplagiatus är en biart som först beskrevs av Cameron 1905.  Hylaeus rubroplagiatus ingår i släktet citronbin, och familjen korttungebin. Inga underarter finns listade i Catalogue of Life.